# Lord Babs
Lord Babs é um filme britânico de 1932, do gênero comédia musical, dirigido por Walter Forde e estrelado por Bobby Howes, Jean Colin e Pat Paterson. Foi baseado em uma peça de Keble Howard.

## Elenco
- Bobby Howes - Lord Basil 'Babs' Drayford
- Jean Colin - Nurse Foster
- Pat Paterson - Helen Parker
- Alfred Drayton - Ambrose Parker
- Arthur Chesney - Sr. Turpin
- Clare Greet - Sra. Parker
- Hugh Dempster - Dr. Neville
- Joe Cunningham - Chefe Steward